# Richard Antony Pilkington
Sir Richard Antony Pilkington (ur. 10 maja 1908 w St Helens, zm. 9 grudnia 1976) – brytyjski polityk Partii Konserwatywnej, deputowany Izby Gmin.

## Działalność polityczna
W okresie od 14 listopada 1935 do 15 czerwca 1945 reprezentował okręg wyborczy Widnes, a od 25 października 1951 do 25 września 1964 reprezentował okręg wyborczy Poole w brytyjskiej Izbie Gmin. Od 1942 do 1945 był też cywilnym lordem Administracji w pierwszym i drugim rządzie Winstona Churchilla.